# Барези, Джузеппе
Джузе́ппе Баре́зи (итал. Giuseppe Baresi; род. 7 февраля 1958, Травальято, Ломбардия) — итальянский футболист, центральный защитник. С 1988 по 1992 год являлся капитаном одного из самых титулованных клубов Италии, миланского «Интера». Занимает 5-е место по числу официальных матчей за «Интер» — 559 игр. Старший брат другого известного футболиста, Франко Барези.

## Карьера
Джузеппе Барези воспитанник клуба «Аурора» (Травальято). Он начал свою карьеру в клубе «Интер» Милан, в составе которого дебютировал 1 июня 1977 года в гостевом матче Кубка Италии с «Виченцей», в котором нерадзурри победили 3:0, а затем провёл ещё одну игру в Кубке. Начиная с сезона 1977/78 Барези завоевал твёрдое место в основном составе клуба. В том же сезоне он выиграл свой первый трофей — Кубок Италии. После этого Барези ещё 14 лет выступал за «Интер», проведя 392 матча (10 голов) в чемпионате Италии, 94 матча (2 гола) в Кубке Италии и 73 матча (1 гол) в розыгрышах Еврокубков. С «Интером» Барези выиграл два Кубка Италии, два чемпионата Италии, Кубок УЕФА и Суперкубок Италии. Последний матч за «Интернационале» Барези провёл 24 мая 1992 года с «Аталантой»; игра завершилась вничью 0:0. Покинув «Интер», Барези перешёл в клуб серии С1, «Модена», в котором в 1994 году завершил свою карьеру.
За сборную Италии Барези провёл 18 матчей. Дебютировал в составе национальной команды 26 сентября 1979 года в товарищеском матче с Швецией, завершившимся победой итальянцев 1:0. Следующую игру за сборную он провёл на чемпионате Европы с Англией, а всего на европейском первенстве провёл 3 игры. Также Барези участвовал в чемпионате мира 1986. Последняя игра на этом турнире, 17 июня с Францией, стала последним матчем Барези за сборную.
После завершения игровой карьеры Барези вернулся в «Интер». Там он тренировал самых младших по возрасту игроков клуба, а затем молодёжную команду. С 2001 по 2008 год Барези являлся управляющим всем молодёжным сектором «Интера», который выиграл два молодёжных первенства Италии, два Кубка Италии и турнир Виареджо. В этот период были открыты такие игроки, как Обафеми Мартинс, Горан Пандев, Джованни Паскуале, Франческо Больцони и Марио Балотелли. 2 июня 2008 года Барези был назначен ассистентом нового главного тренера «Интера» Жозе Моуринью.

## Личная жизнь
Дочь Реджина является футболисткой.

## Достижения

### Командные
- Чемпион Италии: 1980, 1989
- Обладатель Кубка Италии: 1978, 1982
- Обладатель Суперкубка Италии: 1989
- Обладатель Кубка УЕФА: 1991

### Личные
- Лауреат премии Гаэтано Ширеа (1992)